# Porc marí
El porc marí (Oxynotus centrina) és una espècie de tauró esqualiforme de la família dels dalàtids que es troba a l'Atlàntic oriental (des de la costa de Cornualla i la Mediterrània fins a les costes del Senegal).

## Descripció
- Cos curt i alt, de secció triangular.
- És característica la seua primera aleta dorsal travessada per una espina dirigida cap endavant.
- Sense aleta anal.
- Amb cinc parells de fenedures branquials.
- Color marró o gris fosc, però sempre uniforme.
- Pell notablement rugosa.
- A la Mediterrània arriba a una longitud màxima de 80 cm, i aconsegueix la maduresa sexual als 50 cm.

## Hàbitat
De caràcter marcadament bentònic. Viu sobre fons fangosos o de sorra, des dels 50 m fins als 600. Passa el temps ajagut damunt del ventre i es comença a moure vers el crepuscle per cercar l'aliment. Sembla que grata el fons amb la seua espina dorsal anterior; posant-se de panxa enlaire, agafa els petits invertebrats que descolga. És un animal poc freqüent.

## Alimentació
Principalment cucs poliquets i d'altres exigus animals de fons de tota classe.

## Reproducció
És ovovivípar, però hi ha pocs estudis sobre aquest aspecte. Té ventrades de 7 a 8 cries. Hi ha cites reproductives el març i l'abril.

## Aprofitament
Sense cap importància pesquera.